# Hydrocanthus levigatus
Hydrocanthus levigatus is een keversoort uit de familie diksprietwaterkevers (Noteridae). De wetenschappelijke naam van de soort werd in 1837 gepubliceerd door Gaspard Auguste Brullé.